# Кампус-Новус-Паулиста
Кампус-Новус-Паулиста (порт. Campos Novos Paulista)  —  муниципалитет в Бразилии, входит в штат Сан-Паулу. Составная часть мезорегиона Ассис. Входит в экономико-статистический  микрорегион Асис. Население составляет 4304 человека на 2006 год. Занимает площадь 484,577 км². Плотность населения — 8,9 чел./км².

## Статистика
- Валовой внутренний продукт на 2003 составляет 81.054.762,00 реалов (данные: Бразильский институт географии и статистики).
- Валовой внутренний продукт на душу населения на 2003 составляет 19.085,18 реалов (данные: Бразильский институт географии и статистики).
- Индекс развития человеческого потенциала на 2000 составляет 0,761 (данные: Программа развития ООН).

## География
Климат местности: субтропический. В соответствии с классификацией Кёппена, климат относится к категории Cfb.